# TIGR
La TIGR, acronimo di Trst-Istra-Gorica-Reka (Trieste-Istria-Gorizia-Fiume), nome abbreviato di Organizzazione Rivoluzionaria della Venezia Giulia T.I.G.R. (in sloveno Revolucionarna organizacija Julijske krajine T.I.G.R.), è stata un'organizzazione clandestina nazionalista, irredentista e antifascista, che si batteva contro la politica di italianizzazione di sloveni e croati perseguita dal regime fascista italiano, e per l'annessione al Regno dei Serbi, Croati e Sloveni (in seguito Regno di Jugoslavia) delle zone nord-orientali del Regno d'Italia, annesse a seguito della prima guerra mondiale.
L'organizzazione operò tra le due guerre mondiali svolgendo attività di propaganda, diffondendo libri e stampa in lingua slovena e croata, e mettendo in atto azioni violente quali attentati dinamitardi, omicidi, assalti a pattuglie, incendi e sabotaggi. Venne definita quale organizzazione terroristica dal Tribunale speciale per la difesa dello Stato. In seguito al suo disfacimento, alcuni elementi che la costituivano si unirono alla Resistenza jugoslava che si oppose al nazifascismo, altri collaborarono direttamente coi servizi segreti britannici.

## Contesto storico

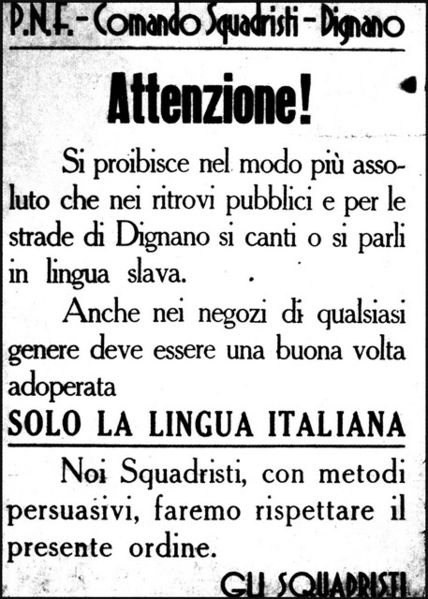
Un volantino del periodo dell'italianizzazione fascista della Venezia Giulia che proibisce ogni uso pubblico delle "lingue slave" a Dignano, Istria sud-occidentale.

In base al Patto di Londra del 1915, l'Italia, in cambio del suo intervento nella prima guerra mondiale al fianco della Triplice intesa (Francia, Gran Bretagna e Russia) contro gli Imperi centrali (Germania, Austria-Ungheria, Impero ottomano e Regno di Bulgaria), avrebbe dovuto ottenere, tra le altre cose, le cosiddette "terre irredente", cioè il Trentino e la Venezia Giulia, con l'esclusione di Fiume, e parte della Dalmazia. Alla Conferenza di pace di Parigi del 1919 l'Italia richiese che venisse applicato alla lettera il Patto di Londra, avanzando inoltre la richiesta della città di Fiume. Il presidente statunitense Woodrow Wilson tuttavia si oppose all'applicazione integrale del patto. La Francia inoltre non vedeva di buon occhio una Dalmazia italiana poiché avrebbe consentito all'Italia di controllare i traffici provenienti dal Danubio. Vittorio Emanuele Orlando abbandonò per protesta la conferenza di pace di Parigi. Il 10 settembre 1919, il nuovo presidente del consiglio Francesco Saverio Nitti sottoscrisse il Trattato di Saint-Germain, che definiva i confini italo-austriaci, ma non quelli orientali, e autorizzava l'Italia e il neo-costituito Regno dei Serbi, Croati e Sloveni a definire i propri confini attraverso una trattativa bilaterale. Immediatamente Gabriele D'Annunzio, alla testa di 2600 "legionari", marciò su Fiume e ne proclamò l'annessione all'Italia.
Nitti non riconobbe l'azione di D'Annunzio, e i rapporti tra D'Annunzio e il governo italiano rimasero estremamente tesi per tutto il periodo delle trattative fra Italia e Jugoslavia. Le trattative si conclusero col Trattato di Rapallo del 12 novembre 1920, siglato per la parte italiana da Giovanni Giolitti, e con lo sgombero manu militari di D'Annunzio e della sua legione da parte dell'esercito italiano. Vennero assegnate all'Italia Trieste, Gorizia e l'alto Isonzo, e l'Istria. Della parte della Dalmazia promessa col patto di Londra, all'Italia andarono la città di Zara e alcune isole. Il resto della regione fu assegnato al Regno dei Serbi, Croati e Sloveni. Venne inoltre istituito lo Stato Libero di Fiume. Il 3 marzo 1922 un colpo di mano dei fascisti capitanati da Francesco Giunta esautorò il governo dello Stato Libero di Fiume guidato dall'autonomista Riccardo Zanella. Nel 1924 lo Stato Libero di Fiume venne annesso all'Italia, in seguito al Trattato di Roma (1924) tra Regno d'Italia e Regno di Jugoslavia, che risolse il contenzioso sulla delimitazione confinaria tra i due Stati. Col trattato di Rapallo, e successivamente col Trattato di Roma, lo Stato italiano si trovò a inglobare un territorio popolato da circa un milione di abitanti, di cui circa metà di nazionalità slovena o croata.
Il periodo immediatamente successivo alla guerra, parallelamente alle trattative per la definizione dei confini, vide nella Venezia Giulia la rapida affermazione del fascismo di confine. Caratteristica peculiare del fascismo di confine fu la violenza organizzata e sistematica contro le istituzioni culturali e politiche slovene e croate, che si affiancò e talvolta si sovrappose alla violenza contro il movimento operaio e le sue organizzazioni. Nel fascismo di confine si incontrarono le mire espansionistiche della grande borghesia nazionale e dell'élite politica e militare italiana, le aspirazioni della borghesia locale, desiderosa di riempire il vuoto di potere lasciato dalla dissoluzione dell'impero austro-ungarico e preoccupata dall'avanzare delle idee socialiste e comuniste, la frustrazione degli ex-combattenti per la cosiddetta "vittoria mutilata" e lo spaesamento prodotto dalla guerra tra i ceti popolari, in un tessuto economico e sociale devastato da anni di economia di guerra, di distruzioni materiali, di occupazione militare, di spostamenti forzati di intere comunità e di immigrazione. La data simbolo, il punto di svolta, fu il 13 luglio del 1920: quel giorno a Trieste gli squadristi capitanati da Francesco Giunta incendiarono il Narodni dom, nel corso di quello che Renzo De Felice definì "il vero battesimo dello squadrismo organizzato".

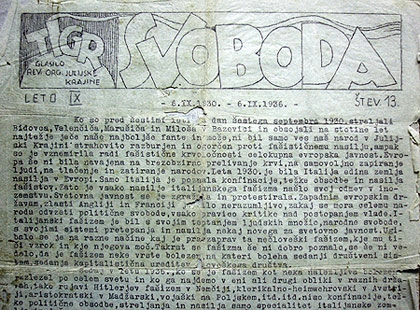
Prima pagina del giornale Svoboda, che era la testata di riferimento della TIGR

Di lì a poco, con l'ascesa del fascismo al potere, la violenza squadrista si trasformò in violenza di Stato, e nella Venezia Giulia prese forma un vero e proprio disegno di cancellazione dell'identità nazionale delle popolazioni slovene e croate, sia in nome di antichi contrasti, sia soprattutto per l'impossibilità di accettare qualsiasi forma di "diversità" all'interno di uno Stato gerarchico e dittatoriale.
La portata istituzionale di tale disegno appare evidente soprattutto nell'ambito scolastico. Nel 1923 fu varata la Riforma Gentile, che impose la chiusura di tutte le scuole pubbliche con lingua d'insegnamento diversa dall'italiano. Furono così progressivamente chiuse, nella Venezia Giulia, tutte le scuole con lingua di insegnamento slovena o croata, e nel 1930 venne chiusa l'ultima scuola privata con lingua di insegnamento slovena. Nel 1925 l'uso dello sloveno e del croato fu proibito nei tribunali. Nel 1927 ogni uso pubblico dello sloveno e del croato fu vietato, tutti i toponimi sloveni e croati erano stati italianizzati, e il possesso e la diffusione di libri in lingua slovena e croata divenne passibile di pene che andavano dalla semplice sanzione pecuniaria al confino. Nel 1926 vennero varate le norme per l'italianizzazione dei cognomi e nel 1927 furono soppresse tutte le associazioni politiche, culturali ed economiche slovene e croate. Il risultato di questi provvedimenti fu la dispersione della borghesia e dei ceti intellettuali sloveni e croati, i cui esponenti scelsero in gran parte la via dell'emigrazione verso la Jugoslavia e il Sud America, e la generale proletarizzazione delle comunità slovene e croate della Venezia Giulia.
Nei primi anni venti, sloveni e croati della Venezia Giulia dividevano la loro militanza politica prevalentemente tra comunisti da una parte, e liberalnazionali (a Trieste) e cristiano sociali (a Gorizia), riuniti nella società politica Edinost, dall'altra. L'internazionalismo perse in parte la sua presa, mano a mano che sloveni e croati subivano il processo di italianizzazione. Nel 1924 si tennero le elezioni politiche, che si svolsero in un pesante clima di intimidazioni, e che grazie alla legge Acerbo videro l'affermazione della Lista Nazionale (Listone) e, nella Venezia Giulia, il drastico ridimensionamento della rappresentanza parlamentare delle minoranze slovena e croata. I deputati sloveni, in particolare Josip Vilfan e Engelbert Besednjak, che non parteciparono alla Secessione dell'Aventino, mantennero fino alla fine un atteggiamento dialogante, convinti di poter ottenere per via istituzionale delle garanzie per i diritti delle minoranze slave e tedesche in Italia. Una parte minoritaria degli sloveni e dei croati della Venezia Giulia scelse invece la via dell'assimilazione, e addirittura dell'adesione al regime. Nel '23 nacque un piccolo partito fascista degli sloveni della Venezia Giulia (Vladna Stranka, Partito governativo), che poi nel '25 confluì nel Partito Nazionale Fascista, e una certa quantità di giovani sloveni disoccupati entrarono nella milizia fascista. Fu soprattutto contro di questi che si sarebbero poi rivolti gli omicidi mirati del TIGR. Infine, soprattutto tra i giovani, aveva un certo radicamento l'ORJUNA, organizzazione nazionalista jugoslava, che nella Venezia Giulia perse progressivamente il suo carattere anticomunista per diventare un primo collettore dell'ansia di riscatto nazionale e del risentimento contro lo Stato italiano.

## Gli inizi

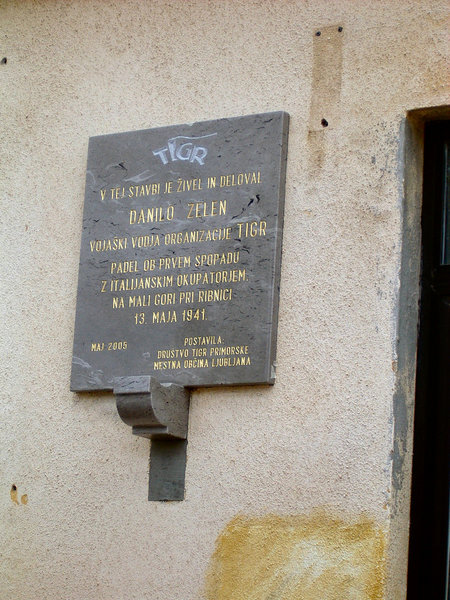
Lapide a Lubiana in memoria di Danilo Zelen, leader del TIGR morto durante uno scontro con una pattuglia di carabinieri nel maggio 1941.

Le prime organizzazioni clandestine armate slovene e croate si formarono, col sostegno della Jugoslavia, verso la metà degli anni 1920. Nel 1924 nacque un'organizzazione clandestina, denominata TIGR (acronimo di Trst, Istra, Gorica, Reka) o TIGER (Trst, Istra, Gorica, edini, Reka) o TIGOR (Trst, Istra, Gorica, organizacija, Reka), che svolgeva attività di tipo propagandistico e spionistico a favore della Jugoslavia. Dell'attività di questa organizzazione non resta quasi traccia, ed entro il 1926 tutti i suoi membri erano ormai emigrati in Jugoslavia. Nello stesso periodo, un'organizzazione senza nome, che raccoglieva un gruppo di nazionalisti sloveni della zona di San Pietro del Carso (oggi Pivka), cominciò a collaborare con alcuni militanti dell'organizzazione fascista ORJUNA, per compiere azioni di sabotaggio lungo il confine.
Nel settembre del 1927 il regime fascista sciolse tutte le associazioni politiche, culturali, sportive e ricreative slovene e croate. Pochi giorni dopo, alcuni giovani provenienti dagli ambienti liberalnazionali sloveni di Trieste e del goriziano, insofferenti verso la linea "istituzionale" tenuta fino ad allora dai due deputati e principali leader politici sloveni Josip Vilfan e Engelbert Besednjak, si incontrarono segretamente sul Nanos per pianificare modalità più radicali di opposizione alla politica di Italianizzazione portata avanti dal regime. Del gruppo facevano parte Albert Rejec e Zorko Jelinčič di Gorizia, Dorče Sardoč, Jože Dekleva e Andrej Šavli di Trieste, e Jože Vadnjal di Pivka. Non fu stilato nessun verbale della riunione, ma dalle memorie autobiografiche di alcuni dei partecipanti sappiamo che sul Nanos venne deciso di dare vita ad un'organizzazione segreta, che avrebbe dovuto mettere in atto azioni dimostrative anche violente ed estreme, come ad esempio incendi a strutture scolastiche, individuate quali strumenti di italianizzazione delle comunità slovene e croate. Secondo Zorko Jelinčič lo scopo di tali azioni sarebbe stato quello di "richiamare l'attenzione del mondo sulla Italianizzazione degli sloveni e dei croati della Venezia Giulia", e di combattere contro la "fascistizzazione e i rinnegati".
Secondo Jelinčič, Sardoč e Vadnjal, durante la riunione sul Nanos si stabilì di chiamare la nuova organizzazione TIGR, richiamandosi al vecchio TIGR del '24-'26. Šavli sostiene che il nome TIGR fu ispirato dal giornale degli studenti istriani che usciva a Karlovac con il nome di TIMOR (acronimo di "Tužnu Istru Moraju Osloboditi Rodjaci", ovvero "La triste Istria deve essere liberata dai compatrioti"). Drago Žerjal invece sostiene che inizialmente l'organizzazione non aveva nome, e che veniva chiamata semplicemente "organizacija", o "naša organizacija".
Alcuni giorni dopo la riunione sul Nanos, Sardoč, Dekleva e Šavli convocarono a Trieste i rappresentanti delle disciolte associazioni culturali e politiche slovene, per discutere della situazione e delle possibilità di mantenere in vita la comunità. Nel corso della riunione non si parlò di organizzazioni segrete, e la maggioranza dei presenti si espresse a favore di forme di resistenza non violenta, quali incontri sociali segreti di giovani, organizzazione di corsi di lingua slovena nelle case e nelle parrocchie, e distribuzione di libri in lingua slovena e di giornali clandestini fatti entrare di contrabbando dalla Jugoslavia. Alcuni giovani di tendenze più radicali tuttavia non accettarono questa posizione, e decisero autonomamente di fondare un'organizzazione segreta, disposta a reagire utilizzando anche mezzi violenti. Pochi giorni dopo l'assemblea, si riunirono a Trieste Fran Marušič, Vekoslav Španger, Zvonimir Miloš e Drago Žerjal. Nella riunione, a cui avrebbero dovuto partecipare anche Dekleva e Šavli, fu definito lo statuto della nuova organizzazione segreta. Successivamente Marušič e Španger si incontrarono con Šavli e stabilirono un legame col TIGR. L'organizzazione triestina prese il nome di Borba ("Lotta" in sloveno), dal nome di uno dei giornali clandestini fondati in seguito alla riunione sul Nanos (l'altro si chiamava Svoboda, "Libertà"). Secondo Španger, l'obiettivo dell'organizzazione Borba era la "lotta senza compromessi contro il fascismo e per l'annessione del Litorale e dell'Istria alla Jugoslavia. La lotta doveva essere condotta contro il fascismo e le sue istituzioni con tutti i mezzi possibili, fino al rovesciamento finale del fascismo."
Ambedue le organizzazioni agivano secondo la formula della "trojka": si conoscevano tra loro solo i membri della trojka di appartenenza, mentre il capo di ognuna aveva contatti solo con il capo di un'altra e con la direzione centrale. Le trojke venivano poi raggruppate in cellule, settori e comunità. I membri delle trojke di azione si riconoscevano con un documento di identità sul quale, in posizione esattamente predefinita, era collocato il numero 4 che stava per le quattro lettere di TIGR.

## Attività di propaganda
Il ramo goriziano del TIGR almeno inizialmente si limitò ad azioni per la conservazione della lingua slovena, nonostante lo scioglimento ufficiale di tutte le organizzazioni culturali slave nel 1927. Tra le azioni si menzionano l'organizzazione di adunanze in lingua slovena, dove si passavano informazioni sul loro operato, e la distribuzione di pubblicazioni quali Ciril Drekonja, che compilò un'antologia intitolata Sotto il tetto di casa. I militanti del TIGR pubblicavano e diffondevano stampa illegale, per lo più realizzata a Lubiana e finanziata dagli emigranti giuliani nel Regno di Jugoslavia, che fu il mezzo con cui si cercò di propagandare, nel marzo del 1929, l'astensione di massa dalle elezioni. Molto materiale fu però distrutto o perso.

## Attività terroristica

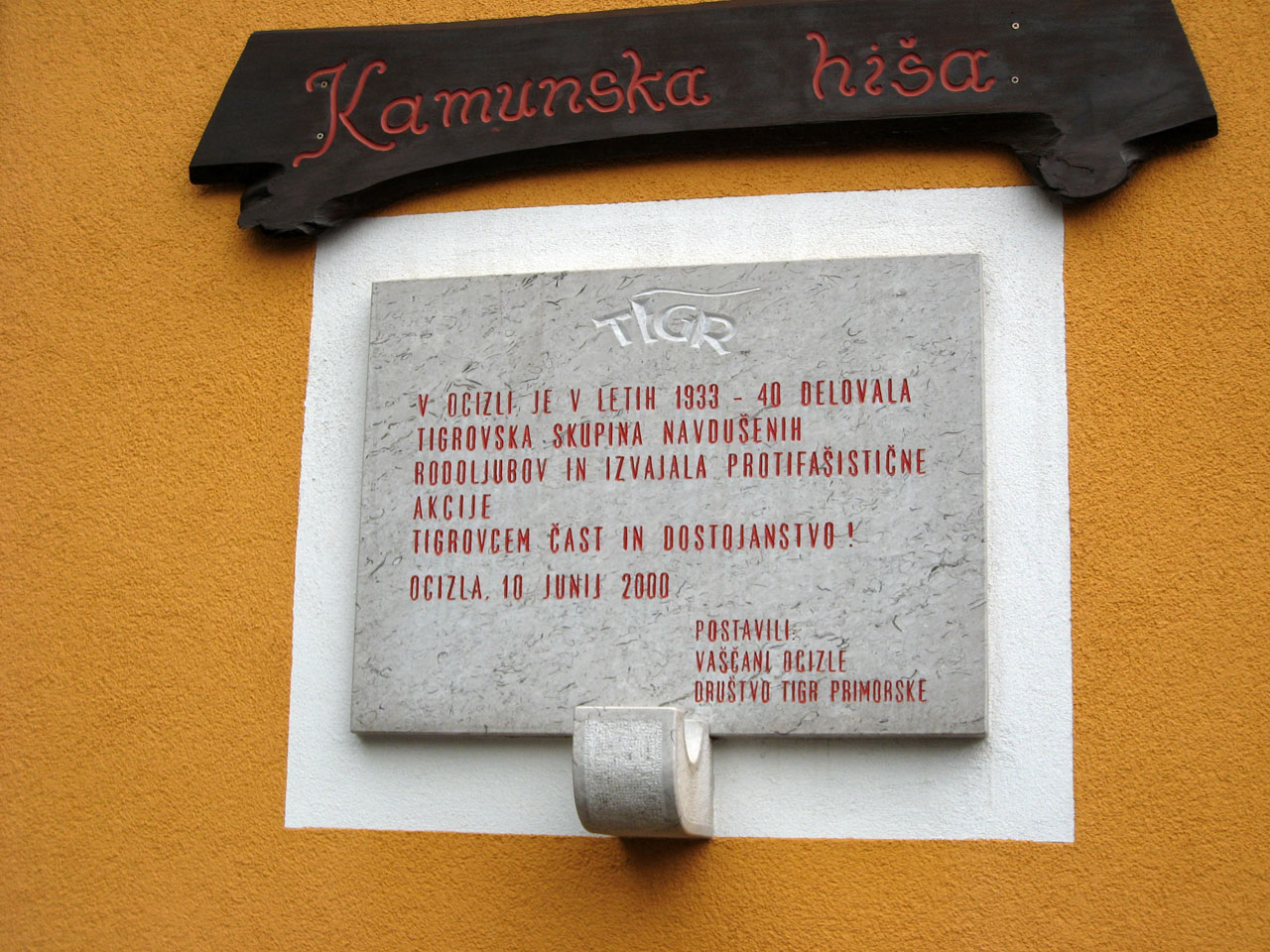
Placca commemorativa degli attivisti del TIGR a Ocizla, nell'altopiano del Carso sloveno.

Tra il 1927 e il 1932 vennero attribuiti al terrorismo sloveno del TIGR/Borba e quello fascista dell'ORJUNA vari omicidi, attentati dinamitardi, distruzioni di numerosi depositi di armi dell'esercito italiano e l'incendio di scuole e asili, questi ultimi ritenuti "strumenti per l'italianizzazione".
Tra il 1927 e il 1928 vengono appiccati alcuni incendi dolosi, ad asili o scuole di Prosecco, Storie e Cattinara. Il 3 agosto 1928 a San Canziano viene ucciso a colpi di pistola il messo comunale del comune di Divaccia Giuseppe Cerkvenik, membro della Milizia Volontaria per la Sicurezza Nazionale che aveva provocato l'arresto di sei oltraggiatori della bandiera italiana.
Il 24 marzo 1929, durante il plebiscito, un gruppo di militanti del TIGR della zona di Pisino, capeggiati da Vladimir Gortan, mise in atto un'azione armata di boicottaggio delle operazioni di voto. Si formarono due gruppi di fuoco, uno composto dal solo Gortan, e l'altro da Bacchiaz e dai due fratelli Ladavaz. I due gruppi, appostati l'uno sul Monte Camus e l'altro nei pressi di Villa Padova, avrebbero dovuto sparare in aria per spaventare gli elettori che, in colonna, si recavano ai seggi attraverso la campagna. Secondo le risultanze processuali, Bacchiaz e i fratelli Ladavaz avrebbero invece aperto il fuoco ad altezza uomo: uno sparo colpì il contadino Giovanni Tuchtan (Ivan Tuhtan), che morì alcuni giorni dopo, ferendone un secondo, di nome Matteo Braicovich (Matej Brajković). Vladimir Gortan, che a Villa Padova aveva sparato senza causare vittime, venne individuato quale organizzatore dell'azione armata, e fu condannato a morte dal Tribunale speciale, trasferitosi per l'occasione da Roma a Pola. Fu fucilato il 18 ottobre 1929 vicino a Pola. Quattro suoi compagni (Vittorio Bacchiaz, Dušan Ladavaz, Luigi Ladavaz e Vitale Gortan) vennero condannati a 25 anni di carcere ciascuno.
Il 7 febbraio del 1930 viene assassinato a Crenovizza il messo comunale e membro della Milizia Volontaria per la Sicurezza Nazionale, lo sloveno Bogomir Blažina. Le autorità tendevano a non distinguere tra i gruppi terroristici Tigr e Orjuna e il prefetto all'epoca attribuì l'omicidio al secondo. I reali esecutori dell'omicidio non sono mai stati individuati.
Il 10 febbraio 1930 una cellula del Borba fece esplodere una bomba nella sede del quotidiano fascista Il Popolo di Trieste. Nell'attentato morì il redattore Guido Neri e rimasero feriti tre impiegati.
L'organizzazione cercò inoltre di organizzare un'insurrezione popolare contro il regime, che non fu mai realizzata

## La scoperta e i processi di Trieste

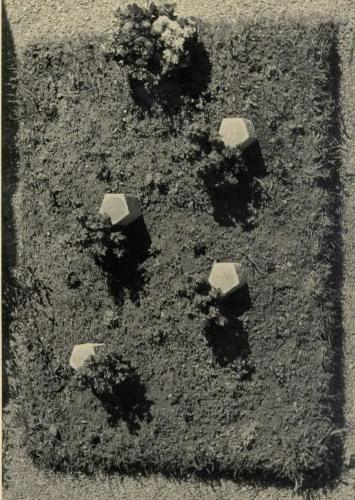
Fotografia aerea delle tombe dei quattro militanti del TIGR e del militante comunista condannati a morte dopo il "secondo processo di Trieste".

Le Autorità italiane scoprirono l'organizzazione TIGR solo dopo l'attentato alla redazione del giornale fascista triestino Il Popolo di Trieste. Gli accusati vennero processati dal Tribunale speciale per la difesa dello Stato a Trieste (Primo Processo di Trieste); il processo durò dal 1º al 5 settembre 1930 e vi furono condannati a morte Ferdo Bidovec, Fran Marušič, Zvonimir Miloš e Alojz Valenčič, fucilati a Basovizza il 6 settembre 1930, mentre ad altri dodici imputati vennero comminate pene detentive per un totale di 147 anni e 6 mesi di carcere.
La persona chiave che permise di scoprire l'esistenza di un'associazione terroristica fu Korze Sofia Franceskin, un'appartenente al gruppo che insieme al marito gestiva un negozio di noleggio biciclette a Gorizia.
Il processo convinse gli appartenenti alla TIGR ad agire con più prudenza, ma anche con maggiore organizzazione ed ampliando la rete dei collegamenti. Si strinsero contatti con alcuni gruppi antifascisti italiani, fra i quali Giustizia e Libertà e successivamente il Partito Comunista d'Italia (PCd'I), che furono caratterizzati da notevoli oscillazioni da parte dei quadri dirigenti italiani. (in realtà i primi contatti col PCd'I risalgono al 1928 e quelli con GeL al 1929)
Nel luglio del 1936 venne firmato a Parigi un patto tra il PCI ed il TIGR, con il quale il primo assicurava, in caso di salita al potere, il diritto all'autodeterminazione per gli sloveni e i croati della Venezia Giulia, compreso il diritto alla secessione dallo Stato italiano.
Tra gli anni 1938 e 1939 il TIGR diede vita ad un'attività di contrabbando di armi dai depositi militari jugoslavi attraverso le zone di Villa del Nevoso e di Pivka (San Pietro del Carso), con l'intento di frenare le milizie italiane in caso di aggressione alla Jugoslavia. In questi anni l'organizzazione si collegò anche con lo spionaggio britannico, la British Intelligence, a cui forniva dati sugli armamenti degli italiani, sulla loro effettiva forza bellica e preparazione.
Nel dicembre del 1941 60 esponenti dell'antifascismo sloveno, tra cui numerosi membri del TIGR, oltre a diversi liberali, comunisti, cristiano-sociali, e a un gruppo di intellettuali attivi nelle associazioni culturali degli emigrati, alcuni dei quali arrestati a Lubiana dopo l'invasione italiana della Jugoslavia, vennero processati per accuse che andavano dalla diffusione di stampa clandestina, al sabotaggio, allo spionaggio, alla cospirazione ai danni dello Stato (Secondo Processo di Trieste). Furono pronunciate nove condanne a morte, di cui cinque eseguite: Pinko Tomažič, Viktor Bobek, Ivan Ivančič, Simon Kos e Ivan Vadnal furono giustiziati a Opicina il 14 dicembre 1941. Gli altri imputati vennero condannati complessivamente a 666 anni e 6 mesi di carcere. L'organizzazione fu così definitivamente smantellata, e i suoi membri superstiti entrarono nella resistenza jugoslava oppure continuarono la lotta contro il fascismo collaborando coi servizi segreti britannici.

## La seconda guerra mondiale
Dopo l'invasione della Jugoslavia da parte dell'Italia e della Germania nel 1941, alcuni appartenenti al TIGR (tra cui Zorko Jelinčič e Jože Dekleva) si unirono ai partigiani. Altri invece (incluso Albert Rejec, considerato la massima autorità politica e morale dell'organizzazione tra il 1931 e il 1941) scelsero di non aderire ad una lotta antifascista guidata da comunisti e di collaborare coi servizi segreti britannici. Il 13 maggio 1941 sulla Mala Gora presso Ribnica un gruppo di ex-membri del TIGR (Anton Majnik, Danilo Zelen, Ferdo Kravanja) si scontrò con una formazione militare italiana.

## Dopo la guerra
Alla fine del conflitto gli ex membri dell'organizzazione furono soggetti ad una marginalizzazione politica e sociale a causa della loro militanza nel TIGR. Ciò sarebbe dovuto al fatto che, sin dall'inizio, pur avendo il TIGR avversato uno Stato fascista, aveva tra le sue file anche persone che si battevano soprattutto per obiettivi di carattere nazionale e sostenendo tesi nazionalistiche. Inoltre, il loro primato di lotta antifascista, come anche il loro diretto coinvolgimento con i servizi segreti britannici e quelli della Jugoslavia monarchica avrebbero potuto rappresentare un pericolo all'egemonia comunista. Nessun riconoscimento fu loro accordato nell'ambito dell'OF, mentre molti dei suoi ex membri furono messi sotto la stretta sorveglianza dalla polizia segreta jugoslava.

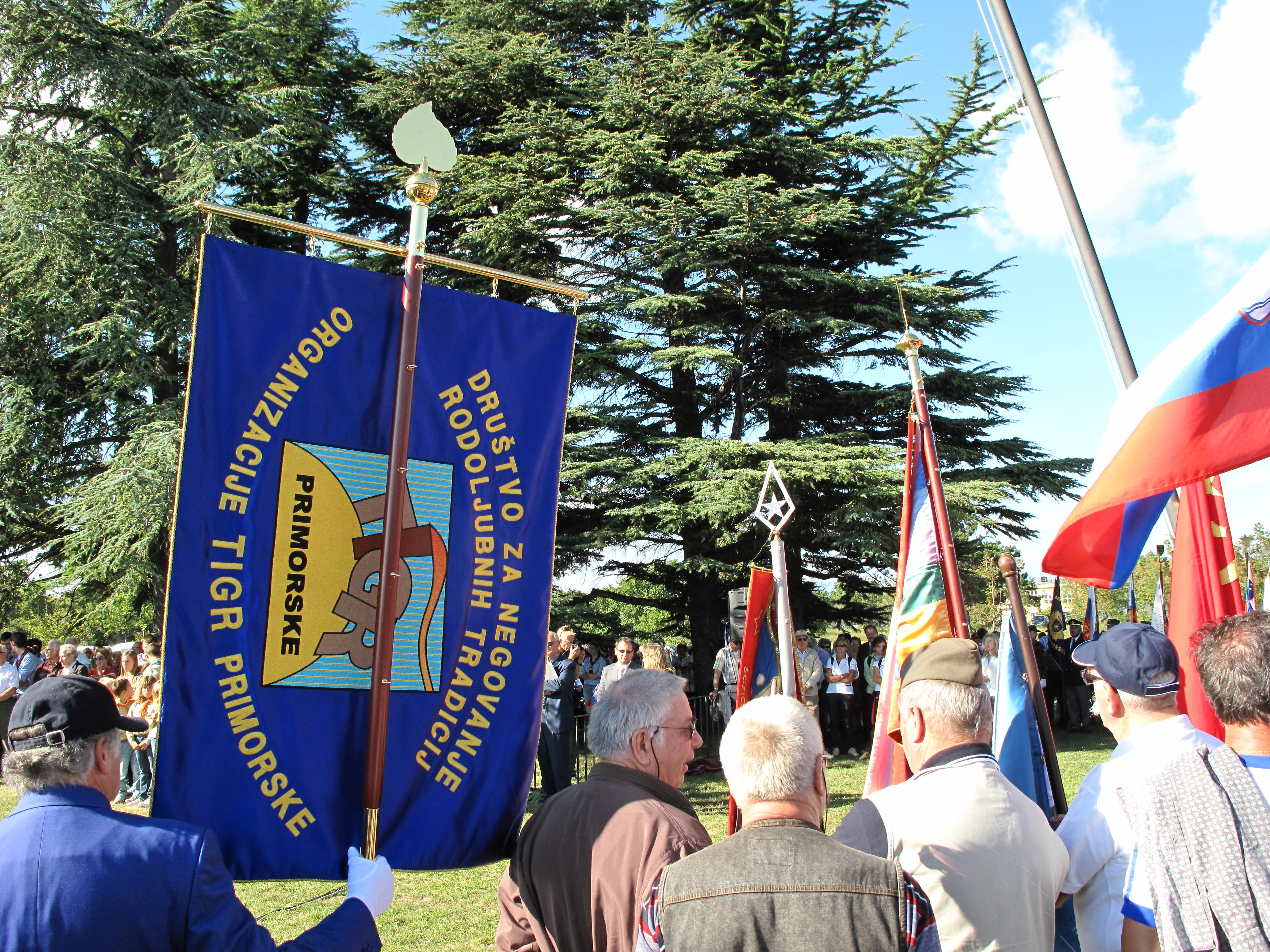
Membri dell'Associazione Patriottica TIGR alla commemorazione dell'ottantesimo anniversario delle vittime di Basovizza.

Nei tardi anni 1970 cominciarono ad apparire i primi studi storici sull'attività del TIGR, anche se il ruolo dell'organizzazione nella Resistenza fu riconosciuto solo nel decennio successivo. Milica Kacin-Wohinz fu tra i primi a dedicarsi all'argomento, con la monografia dal titolo Il primo antifascismo in Europa (Prvi antifašizem v Evropi, 1990).
Negli anni 1990, con la diffusione di sentimenti nazionalisti nelle repubbliche jugoslave, la storia del TIGR ricevette notevole pubblicità e cominciò a essere nominata nei discorsi pubblici. Numerosi monumenti e targhe celebrative sono stati eretti in Slovenia per commemorare gli attivisti del TIGR e le loro attività. Nel 1994 fu fondata a Postumia l'Associazione per la Salvaguardia delle Tradizioni Patriottiche del Litorale Sloveno - Organizzazione TIGR (nota comunemente come Associazione TIGR o Associazione Patriottica TIGR), oggi molto attiva nella riscoperta dell'eredità del TIGR.
Nel 1997, in occasione del cinquantesimo anniversario dell'annessione del litorale alla Repubblica Socialista di Slovenia, l'allora presidente Milan Kučan ha simbolicamente conferito al TIGR la Medaglia d'oro per la Libertà della Repubblica (Zlati častni znak svobode Republike Slovenije), la più alta onorificenza del paese.

## Membri di spicco del TIGR
- Albert Rejec
- Zorko Jelinčič
- Danilo Zelen
- Ferdo Kravanja
- Fran Marušič
- Dorče Sardoč
- Zvonimir Miloš
- Just Godnič
- Tone Černač
- Ferdo Bidovec
- Alojz Valenčič
- Ivan Ivančič
- Andrej Manfreda
- Vekoslav Španger
- Drago Žerjal
- Vladimir Gortan
- Jože Dekleva
- Jože Vadnjal
- Mirko Brovč
- Franc Kavs
- Anton Majnik
- Maks Rejec
- Rudolf Uršič
- Viktor Bobek

### Persone collegate con il TIGR
- Ciril Kosmač, scrittore
- Vladimir Bartol, scrittore
- Stanko Vuk, autore e attivista
- Pinko Tomažič, attivista
- Ivan Marija Čok, politico